# Hypnites
Hypnites là một chi rêu trong họ Amblystegiaceae.